# Jérôme de Busleyden
Pour les articles homonymes, voir Busleyden.

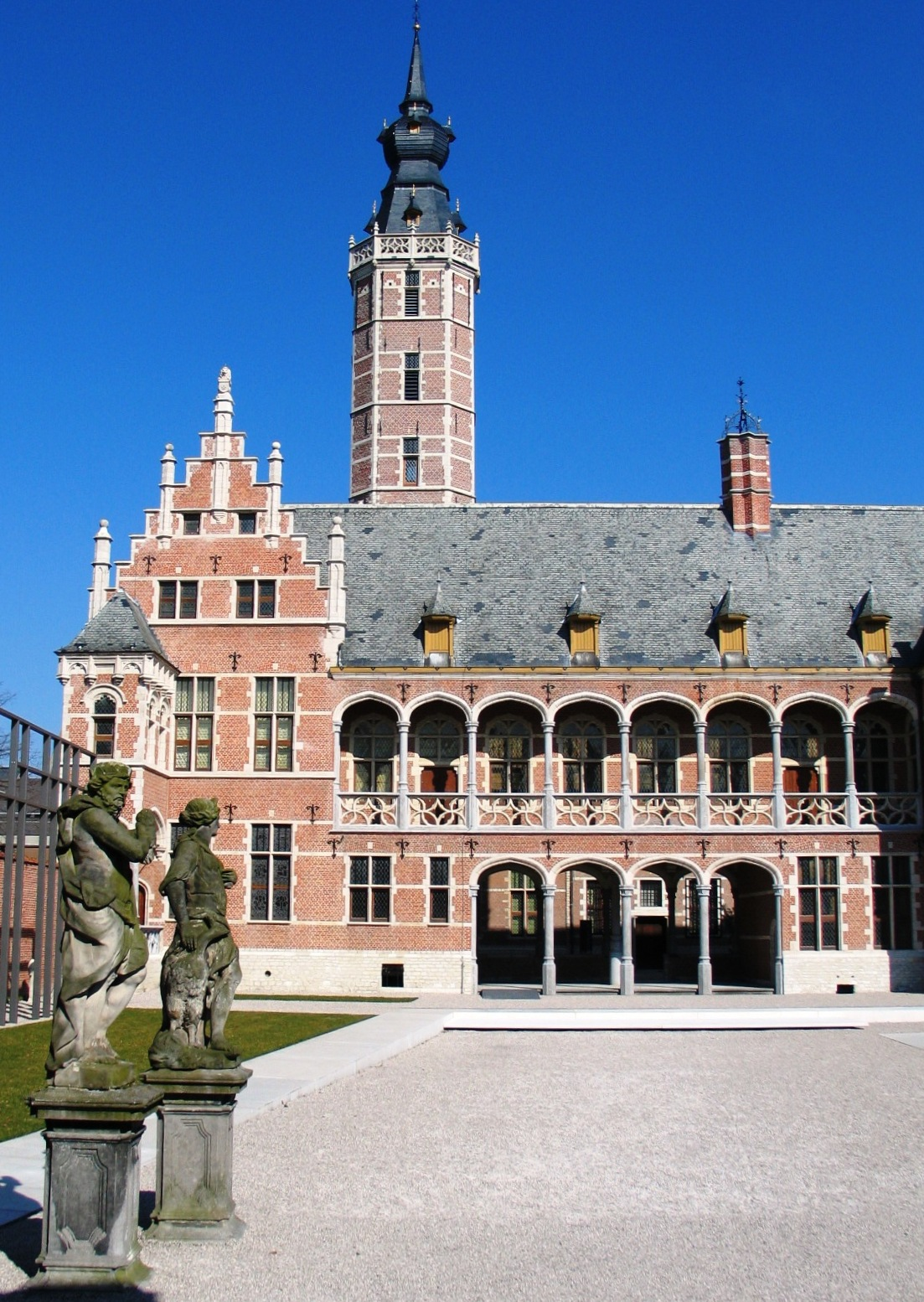
L'Hôtel de Busleyden (en néerlandais : Hof van Busleyden).

Jérôme de Busleyden, connu dans le monde humaniste comme Hieronymus Buslidius, naquit à Arlon, dans le duché de Luxembourg, vers 1470 et mourut à Bordeaux le 27 août 1517. Son patronyme dérive de la localité luxembourgeoise, dans le grand-duché actuel, de Boulaide, Bauschleiden en allemand. C'était un mécène et un humaniste du Luxembourg, pays qui faisait alors partie des Pays-Bas bourguignons, région qui fut successivement sous domination bourguignonne puis habsbourgeoise, par le mariage de Marie de Bourgogne avec Maximilien de Habsbourg.

## Biographie
Jérôme de Busleyden a étudié en Italie. Il était membre du Grand conseil des Pays-Bas à Malines, l'ami d'Érasme et fonda en 1517 le Collège des Trois Langues (en latin, Collegium Trilingue ou "Collegium trium linguarum"), à l'ancienne Université de Louvain. Thomas More était également son ami. Son frère, François de Busleyden, occupa diverses fonctions ecclésiastiques et politiques dans les Pays-Bas méridionaux.
Sa résidence à Malines, l'Hôtel de Busleyden, de style Renaissance primitif, où il mena la vie d'un mécène et d'un humaniste, est aujourd'hui un musée.